# Rua das Taipas (Porto)
A Rua das Taipas é um arruamento nas freguesias de Vitória, São Nicolau e Miragaia da cidade do Porto, em Portugal.
Na rua das Taipas localiza-se o Arquivo Distrital do Distrito do Porto.

## Origem do nome
O nome Rua das Taipas — referenciado documentalmente em 1512, como "Rua da Porta do Olival das Taipas", bem como em 1534 — deriva do emparedamento da rua na sequência de um surto de peste.

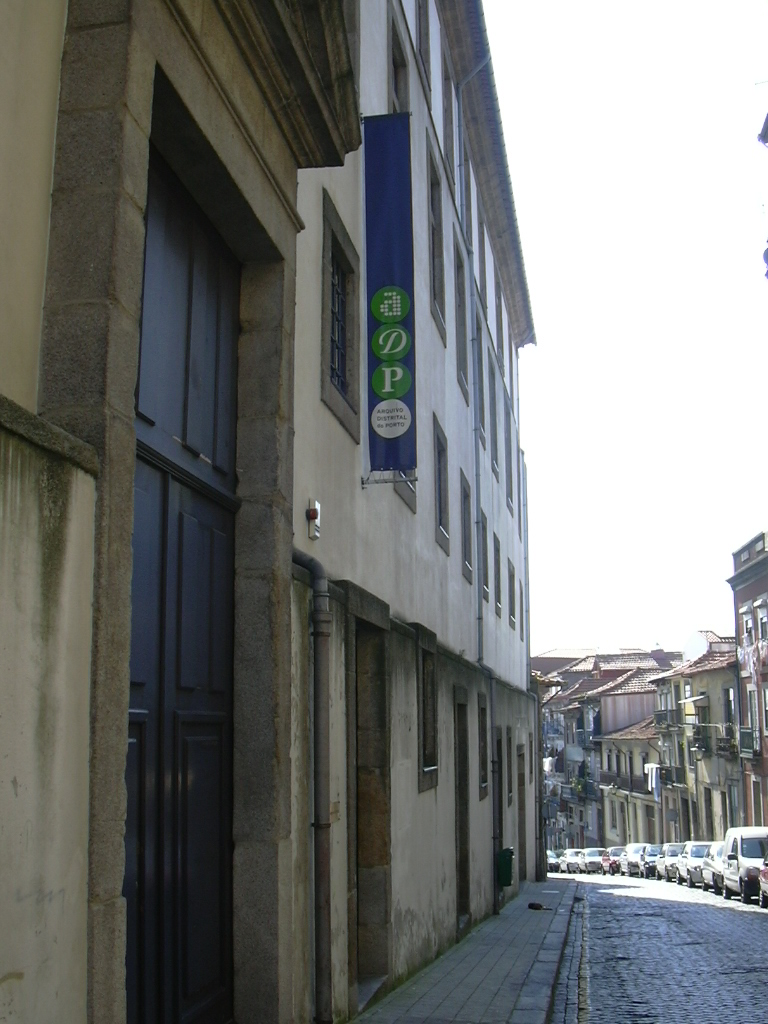
O Arquivo Distrital do Porto na Cordoaria